# 羅克頓鎮區 (伊利諾伊州溫納貝戈縣)
羅克頓鎮區（英語：Rockton Township）是位於美國伊利諾伊州溫納貝戈縣的一個行政鎮區。

## 地方資料
根據2010年美國人口普查的數據，羅克頓鎮區的面積為96.90平方千米，當中陸地面積為93.80平方千米，而水域面積為3.10平方千米。當地共有人口15971人，而人口密度為每平方千米164.82人。